# OVO Hydro
OVO Hydro – wielofunkcyjna hala widowiskowo-sportowa znajdująca się na terenie Scottish Event Campus (SEC) w Glasgow. Została oficjalnie otwarta 30 września 2013 roku. Oryginalnie, hala nosiła nazwę The Hydro na cześć sponsora Scottish Hydro Electric, a do października 2021 roku była znana jako SSE Hydro; nazwa została zmieniona na cześć sponsora OVO Energy, z celem przekształcenia obiektu na bardziej odnawialny energicznie.
Hala Hydro znajduje się w sąsiedztwie SEC Armadillo i SEC Center. Gości międzynarodowe gwiazdy muzyki, światowe imprezy rozrywkowe i sportowe. Jej maksymalna pojemność wynosi 14 300 i przyciąga ponad milion odwiedzających każdego roku.

## Budowa i koncepcja

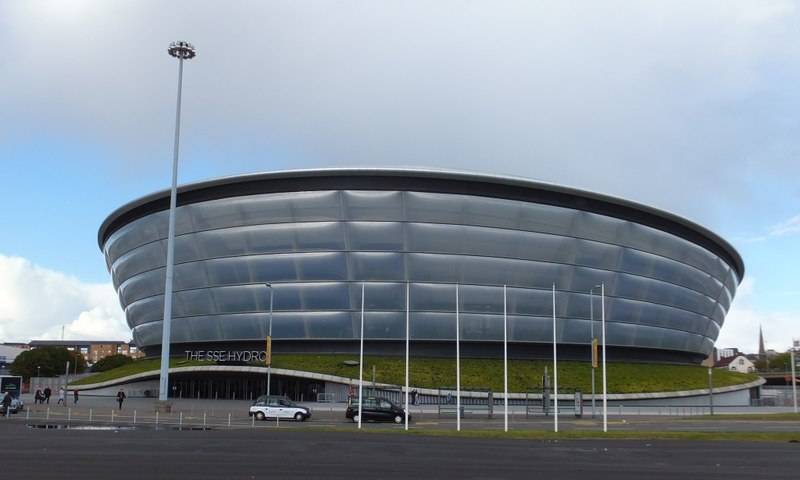
OVO Hydro w październiku 2014 roku

Planowanie hali rozpoczęło się w 2001 roku. Przetarg na projekt hali zwyciężyła firma architektoniczna Foster + Partners w 2004 roku. 27 października 2005 roku urząd miejski Glasgow zaprezentował publicznie projekty hali. W lutym 2011 firma budowlana Lend Lease Group rozpoczęła budowę obiektu w sąsiedztwie Clyde Auditorium, które zostało otwarte w 1997 roku. Konstrukcja trybun oparta jest na zabytkowym amfiteatrze, otoczonym stalowym dachem kratowym ważącym 1400 ton i owinięta półprzezroczystymi panelami produkcji ETFE. Forma budynku jest generowana od wewnątrz przez siedzenia, które otaczają scenę nad poziomem gruntu i wznoszą się do przodu, optymalizując kąt widzenia. Zadaszenie dachu podąża za charakterystycznym, zakrzywionym profilem, wznosząc się od głównej drogi do tyłu, ukazując 40-metrowe wzniesienie na południe.
W listopadzie 2011 roku rozpoczęły się prace budowlane nad dachem areny, które zakończono w kwietniu 2013 roku. W maju 2013 roku wraz z zainstalowaniem półprzezroczystych paneli na dachu, ukończona została budowa hali. Około 15:20 w niedzielę 8 czerwca 2013 roku zgłoszono, z kopulastego dachu budynku wydobywały się płomienie. W pożarze uczestniczyło 40 strażaków ze szkockiej straży pożarnej i ratowniczej. Stwierdzono, że pożar był spowodowany trwającymi pracami spawalniczymi na dachu budynku. 18 czerwca operator obiektu ujawnił, że pomimo dodatkowych wyzwań, prace nad obiektem są nadal na dobrej drodze do zakończenia. Oficjalne otwarcie hali odbyło się 30 września 2013 roku.

## Wydarzenia
W OVO Hydro występowało wielu artystów, w tym: 5 Seconds of Summer, Adele, Arctic Monkeys, Ariana Grande, Backstreet Boys, Beyoncé, Black Sabbath, Britney Spears, Bruno Mars, Chase & Status, Cher, Christina Aguilera, Céline Dion, Demi Lovato, Depeche Mode, Dolly Parton, Dua Lipa, Ed Sheeran, Ellie Goulding, Elton John, Enrique Iglesias, Harry Styles, Imagine Dragons, Jessie J, Jonas Brothers, Justin Bieber, Justin Timberlake, Katy Perry, Kendrick Lamar, Khalid, Kylie Minogue, Lady Gaga, Little Mix, Madonna, Mariah Carey, Maroon 5, Michael Bublé, Miley Cyrus, Nickelback, Olly Murs, Ozzy Osbourne, Paloma Faith, Rod Stewart, Sam Smith, Shawn Mendes, Taylor Swift, The Weeknd, U2, Westlife. Oprócz wydarzeń rozrywkowych arena była także miejscem nagrań talent show The X Factor i gospodarzem MOBO Awards w 2013 roku. W 2018 roku Hydro zostało gospodarzem szkockiej części festiwalu C2C: Country to Country. Wydarzenie odbywa się jednocześnie w Glasgow, Londynie i Dublinie i obejmuje wielu odnoszących sukcesy amerykańskich artystów, z których wielu daje rzadkie występy w Wielkiej Brytanii. 
14 grudnia 2014 roku odbyła się ceremonia wręczenia nagród BBC Sports Personality of the Year. Podczas Igrzysk Wspólnoty Narodów 2014, SSE Hydro było miejscem organizacji zawodów siatkówki i gimnastyki. 18 lipca 2015 roku UFC zorganizowało inauguracyjną walkę UFC Fight Night: Bisping vs. Leites at the Hydro. Od 23 października do 1 listopada 2015 roku w SSE Hydro odbyły się Mistrzostwa Świata w Gimnastyce Artystycznej. OVO Hydro zostało użyte do ujęć zewnętrznych miejsca fikcyjnego Konkursu Piosenki Eurowizji w filmie Eurovision Song Contest: Historia zespołu Fire Saga. W ramach referendum w sprawie niepodległości Szkocji, 11 września 2014 roku w SSE Hydro odbyła się debata zatytułowana Scotland Decides: The Big, Big Debate, wyprodukowana przez firmę produkcyjną Mentorn i BBC Alba. Do debaty zaangażowano uczniów ze wszystkich szkół średnich w Szkocji.
W 2016 roku w arenie sprzedano 751 487 biletów, co czyni ją ósmą najbardziej ruchliwą halą widowiskowo-sportową na świecie pod tym względem. W 2019 roku SSE Hydro była drugą najbardziej ruchliwą halą na świecie po Madison Square Garden w Nowym Jorku. Hala przyciąga ponad milion odwiedzających rocznie, co sprawia, że regularnie pojawia się w pierwszej dziesiątce aren na świecie.